# Château Coninxdonck
Le château Coninxdonck est un château situé à Gentbrugge, entité de la commune belge de Gand (Région flamande).

## Histoire
Le château fut construit en 1313 par Baldwin Borluut.
La famille du baron de Thysebaert et de Gentbrugge est propriétaire du château de 1507 à 1826.
En 1793, le château est pillé et brûlé au moment de la révolution française.
L'arrière du château est restauré en 1814.
En 1828, il est acheté par Mlle Sloovere, épouse de M. Van Melckebeke van de Nieuwenhuyse (leur mariage fut béni par Hugo Verriest).